# Афелия
Афелия (греч. Αφέλια) — традиционное блюдо греков-киприотов, популярное исключительно на Кипре. Обычно подаётся с гарниром из булгура или с мукентрой — блюдом из чечевицы, риса и лука, в качестве дополнительного соуса к афелии обычно подают традиционный несладкий греческий йогурт.

## Способ приготовления
Нежирную свинину нарезают кусочками и маринуют в течение нескольких часов в сухом красном вине со специями, как правило, семенами кориандра. Затем мясо обсушивают и быстро обжаривают до золотистой корочки на оливковом масле. Обжаренную свинину тушат в маринаде из вина, в котором она мариновалась, до готовности.